# 熱水噴出孔

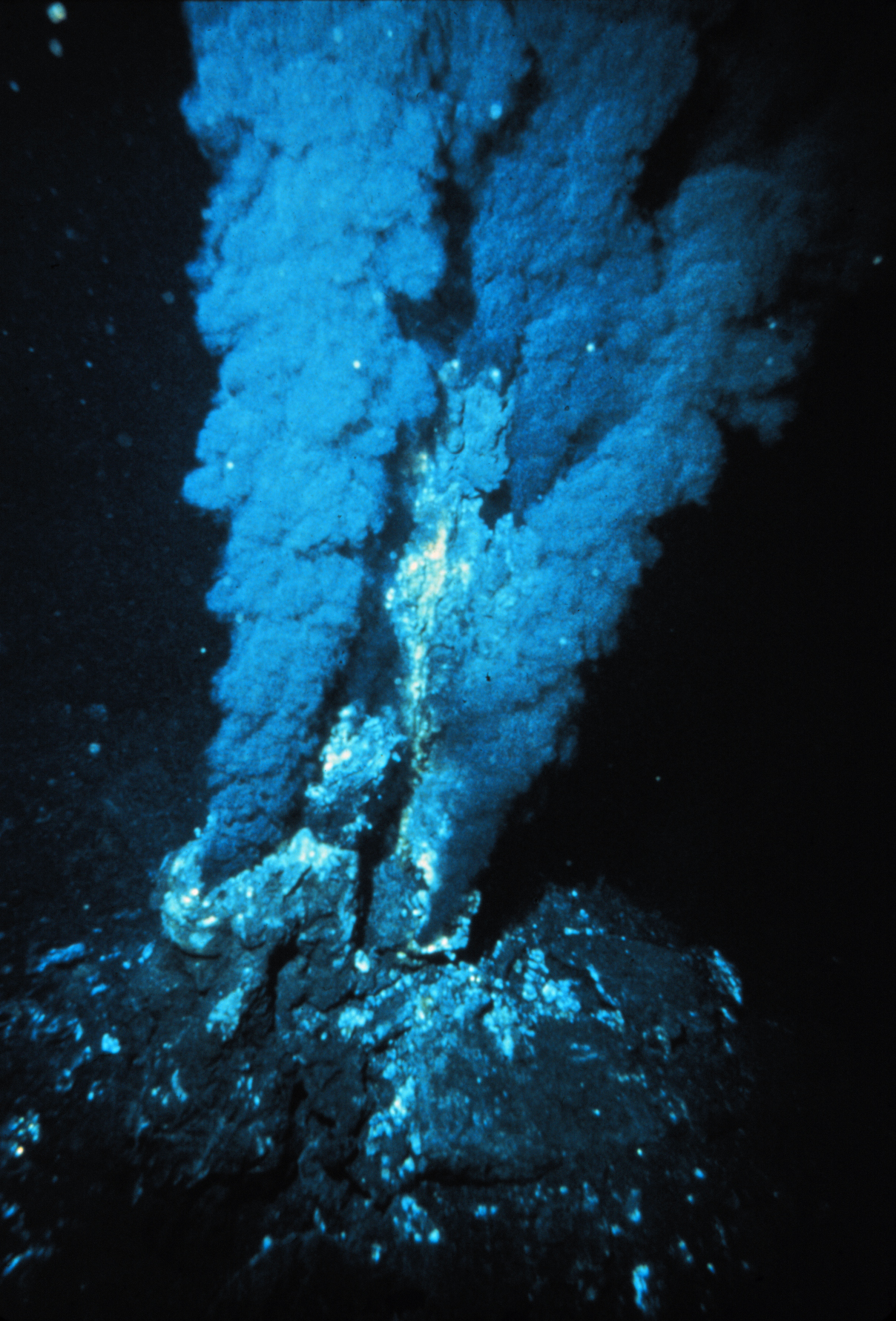
熱水噴出孔の一種、ブラックスモーカー。

熱水噴出孔（ねっすいふんしゅつこう、英語: hydrothermal vent）は、地熱で熱せられた水が噴出する大地の亀裂である。広義の熱水噴出孔としては温泉・噴気孔・間欠泉が含まれるが、狭義にはこれらの陸上にあるものではなく、海底環境、特に深海の熱水噴出孔（深海熱水噴出孔）を指す。熱水噴出孔の英語表記やその構造物から、ベント（vent）やチムニー（chimney）と呼ばれることもある。
熱水噴出孔の大半は、火山活動が活発な海域（発散的プレート境界、海盆、ホットスポット）から発見されている。吹き出す熱水は数百度にも達する事があり、溶存成分として重金属や硫化水素を豊富に含むものも知られている。海底から噴出する熱水に含まれる金属などが析出・沈殿してチムニーと呼ばれる構造物ができる場合がある。熱水の溶存成分によってはチムニーから黒色や白色の煙が吹き出しているように見えるため、一部の熱水噴出孔は「ブラックスモーカー」や「ホワイトスモーカー」と呼称される場合もある。また、熱水噴出孔の作用によって形成された岩石および鉱石堆積物を熱水堆積物と呼ぶ。
深海の大部分と比べて、熱水噴出孔周辺では生物活動が活発であり、噴出する熱水中に溶解した各種化学物質に依存した複雑な生態系が成立している。有機物合成を行う細菌や古細菌が食物連鎖の最底辺を支える他、化学合成細菌と共生したり環境中の化学合成細菌のバイオフィルムなどを摂食するジャイアントチューブワーム・二枚貝・エビなどの大型生物もみられる。
地球外では、木星の衛星エウロパや土星の衛星エンケラドスにおいても熱水活動が活発であり、熱水噴出孔が存在するとみられている。また、古代には火星面にも存在したと考えられている。

## 物理的特性
深海熱水噴出孔は通常、東太平洋海嶺や中部大西洋海嶺などの、2つの構造プレートが分岐し、マントルプリュームが上昇して新しい地殻が形成される場所で見られる。熱水噴出孔から出てくる水は、主に近辺の火山層中の断層や多孔質堆積物を通じて染み込み火山性の地熱構造で熱せられた海水と、湧昇するマグマから放出されたマグマ水、の2種から構成される。一方で、噴気孔や間欠泉といった陸上の熱水システムにおいては、循環する水の大部分は地表から熱水システムに浸透した天水（雨水）と地下水であり、一部で変成水やマグマに由来するマグマ水、堆積層中で塩類を溶解した塩水なども含まれる。その割合は、それぞれの場所によって異なる。

この相図では、緑の点線は融点を、青の線は沸点を示し、水の状態が圧力によってどのように変化するかを示している。緑の実線は、一般的な物質の典型的な融点の挙動を示している。

一般的に深海の海水温は約2 °C (36 °F)程度であるのに対し、熱水噴出孔周囲の水温は60 °C (140 °F)になり、最高で464 °C (867 °F) にも達する例が知られている。これは、深海ではその水深のため静水圧が高く、高温であっても水は気体にならずに液体の形で存在しているためである。純水の臨界点の温度は375 °C (707 °F) であり、圧力は218気圧である。さらに、純粋ではなく塩分を含む水の場合、高温と高圧の臨界点はさらに上昇する。海水（重量比で3.2%のNaClを含む）の臨界点は、298.5大気圧下で407 °C (765 °F)であり、これは深さ2,960メートル (9,710 ft)の水圧環境下に対応する。したがって、この塩分濃度と深さの場合、熱水の温度が407 °C (765 °F)を超えると超臨界水となる。さらに、地殻の相分離のために、熱水噴出孔から吹き出す流体中の塩分は、時おり大きく変動することが知られている。同一の圧力条件下において、塩分濃度の低い液体の臨界点温度は、海水よりも低く、純水よりも高くなる。たとえば、280.5大気圧下で2.24%のNaCl溶液の臨界点温度は400 °C (752 °F)である。したがって、熱水噴出孔の最も高温の部分の水は、気体と液体の間の物理的性質を持つ、いわゆる超臨界流体である可能性がある。実際にいくつかの噴出孔において、超臨界状態が観察されている。しかしながら、熱水循環、鉱物堆積物形成、地球化学フラックス、そして生物活性の点で、この超臨界がどのような影響を与えるのかは、まだよく判明していない。

## チムニーの成長と熱水の例
熱水噴出孔によってはチムニー（煙突）とよばれる円柱状の構造物を形成することがある。超高温の熱水に溶解している鉱物が0°Cに近い海水と接触すると、接触面で化学反応が進み生成物が析出・沈殿して、このようなチムニーができる。チムニー形成の初期段階は、鉱物の無水石膏の堆積から始まる。次に、銅や鉄、亜鉛などの硫化物が海水の境界面で析出してチムニーの隙間に沈殿し、時間の経過とともにチムニーの多孔性が低下する。今までの研究から、一日あたり30センチメートル (1 ft)程度も成長したチムニーが記録されている。チムニーの例としては、オレゴン州の沖合にある高さ40mで折れてしまった、通称『ゴジラ』と呼ばれるものが知られる。チムニーのなかには高さ60mに達するものもある。2007年4月のフィジー沿岸沖の深海ベントの調査では、これらのベントが溶存鉄の重要な供給源であることが判明している。

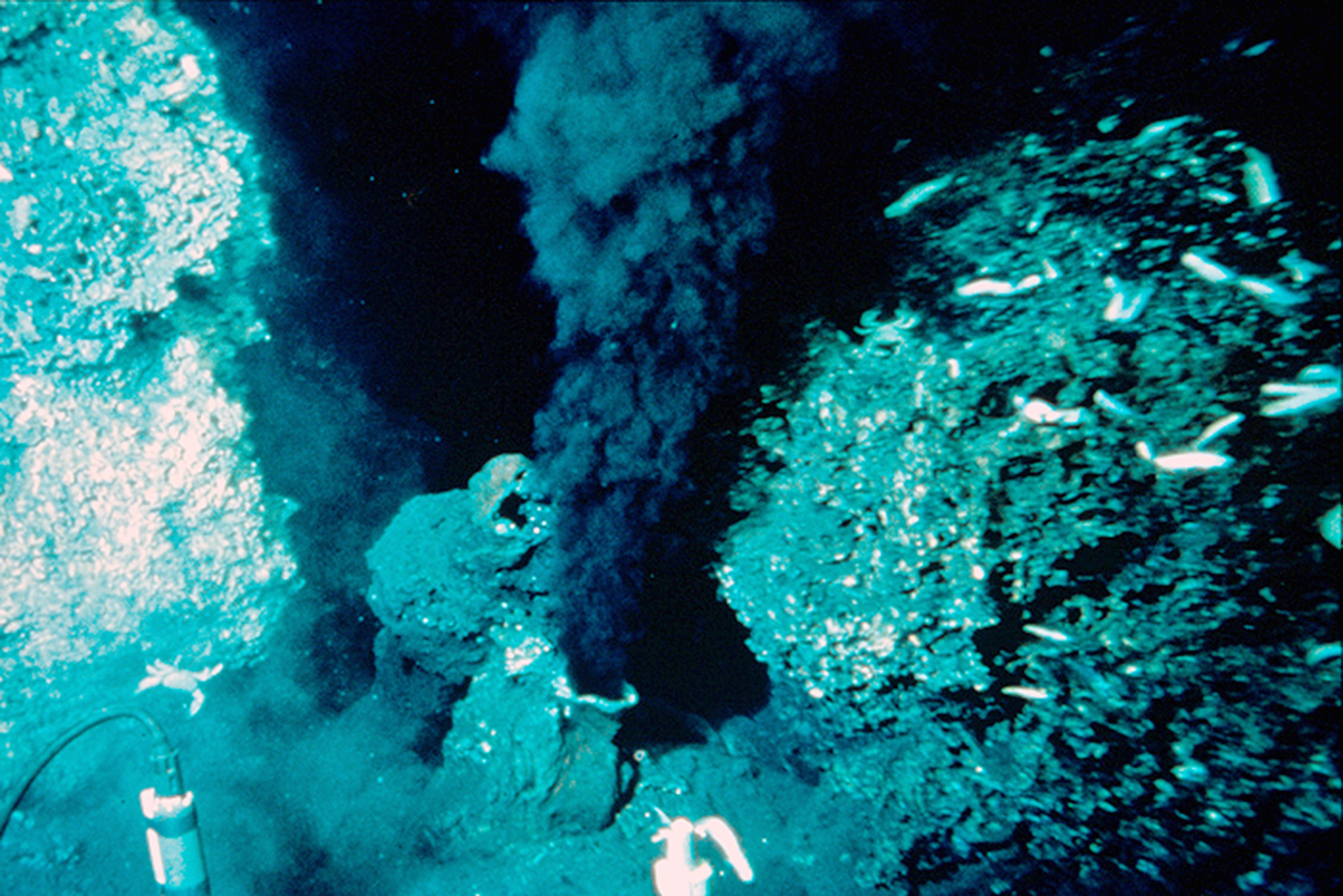
ブラックスモーカーは、1979年に北緯21度の東太平洋海上で最初に発見された。

チムニー構造で黒色の熱水を噴出するものは、黒い煙を放出する煙突のように見えるため、ブラックスモーカーと呼ばれる。ブラックスモーカーは通常、海底帯（水深2,500-3,000 m）でよく見られるが、より浅層や深層でも発見されている。ブラックスモーカーは通常、地殻から熱水に溶け混んだ高レベルの硫黄含有ミネラルや硫化物を含む粒子を放出しており、水は400℃以上の高温に達することもある。地球の地殻の下から過熱された熱水が海底を通過する際に幅数百メートルに広がり、近辺で複数のブラックスモーカーが形成される。冷たい海の水と接触すると、多くのミネラルが沈殿し、各孔の周りに黒い煙突のような構造（チムニー）を形成する。この堆積した金属硫化物は、ゆくゆくは塊状の硫化鉱床になる可能性がある。大西洋中央海嶺のアゾレス諸島の一部のブラックスモーカーは、24,000μMの鉄を含む熱水を放出するレインボーベントフィールドなど、金属含有量が非常に豊富なことが知られている。
ブラックスモーカーは、RISEプロジェクト中にスクリップス海洋研究所の研究者によって、1979年に東太平洋海嶺から発見され、ウッズホール海洋研究所の深海潜水艇ALVIN号を用いて観測された。現在、ブラックスモーカーは大西洋と太平洋に、平均2,100ｍの深度で存在することが知られている。最も北に位置するブラックスモーカーは、グリーンランドとノルウェーの間の大西洋中央海嶺の北緯73度の位置から、ベルゲン大学の研究者によって2008年に発見された、「ロキの城（Loki's Castle）」と名付けられたフィールドの5本のチムニーからなるクラスターである。これらのブラックスモーカーは、地殻変動力が少ない安定した地殻領域にあり、熱水噴出孔のフィールドとしてはあまり一般的ではないため、興味がもたれている。また、他の世界で最も有名なブラックスモーカーの一つはケイマントラフにあり、5,000 mの海面下に存在する。
一方で、ホワイトスモーカーと呼ばれるチムニーからは、バリウム、カルシウム、シリコンなどの明るい色のミネラルが放出される。これらのベントは、おそらく熱源から一般に離れているため、プルームが低温になる傾向がある。
ブラックとホワイトのチムニーは、同じ熱水フィールドで共存する可能性があり、それぞれ一般的に、熱源に対して近位か遠位かで分かれる。また、マグマが冷えて結晶化が進むことにより熱源から次第に遠ざかり、熱水もマグマ水ではなく海水の影響が大きくなるに従って（すなわち熱水域の衰退段階に対応する形で）、ホワイトスモーカーが成立することもある。このタイプのベントから吹き出す熱水はカルシウムが豊富で、主に硫酸塩（重晶石と無水石膏）や炭酸塩に富む堆積物を形成する。
一方で、沖縄トラフの鳩間海丘からは有人潜水調査船しんかい6500による探査により、新たにブルースモーカーが発見された。この色の解明は、今後の調査を待つ段階である。

## 熱水噴出孔周辺の生態系
かつては、太陽エネルギーこそがあらゆる生命エネルギーの源であると考えられてきた。しかしながら深海生物は、太陽光の恩恵を受けることができない深海環境に生息している。以前の底生生物研究においては、熱水噴出孔周辺の生物のエネルギー獲得は深海生物と同様にマリンスノーに依存していると考えられてきた。すなわち、マリンスノーの大本である表層海域の植物プランクトンに依存した、つまり大枠としては太陽に依存した生態系の一部とみなされていた。一部の熱水噴出孔周辺の生物は、たしかにこの太陽からのエネルギー源を消費することが知られている。しかしながら、もし仮にすべてが太陽依存のシステムに存在している状況であれば、熱水噴出孔周辺の生物はもっと疎（低密度）になるはずである。ところが実際には、周囲の海底と比較して熱水噴出帯の生物密度は10,000〜100,000倍ほどもあることが知られている。
そのため熱水噴出孔周辺の生態系は主要なエネルギー源を、太陽エネルギーではなく熱水噴出孔（すなわち熱水）に依存していると考えられる。熱水噴出孔からの水は溶解したミネラルが豊富であり、それらを利用する化学独立栄養生物（バクテリアやアーキアなどの原核生物）が繁茂し、大規模な集団を形成する。そして、それらの化学合成生物に依存する他の生物がベント周辺に生息することで、熱水ベント周辺では膨大な量の生命を維持することができると考えられる。これらの原核生物は、硫黄化合物、特に硫化水素といった、ほとんどの生物種にとって有毒な化学物質を利用して、化学合成により有機物を生産する。これらのコミュニティは「太陽と独立して存在する」としばしば形容されるが、しかしながら一部の生物は実際には光合成生物によって生成される酸素に依存する、いわゆる好気性生物である。

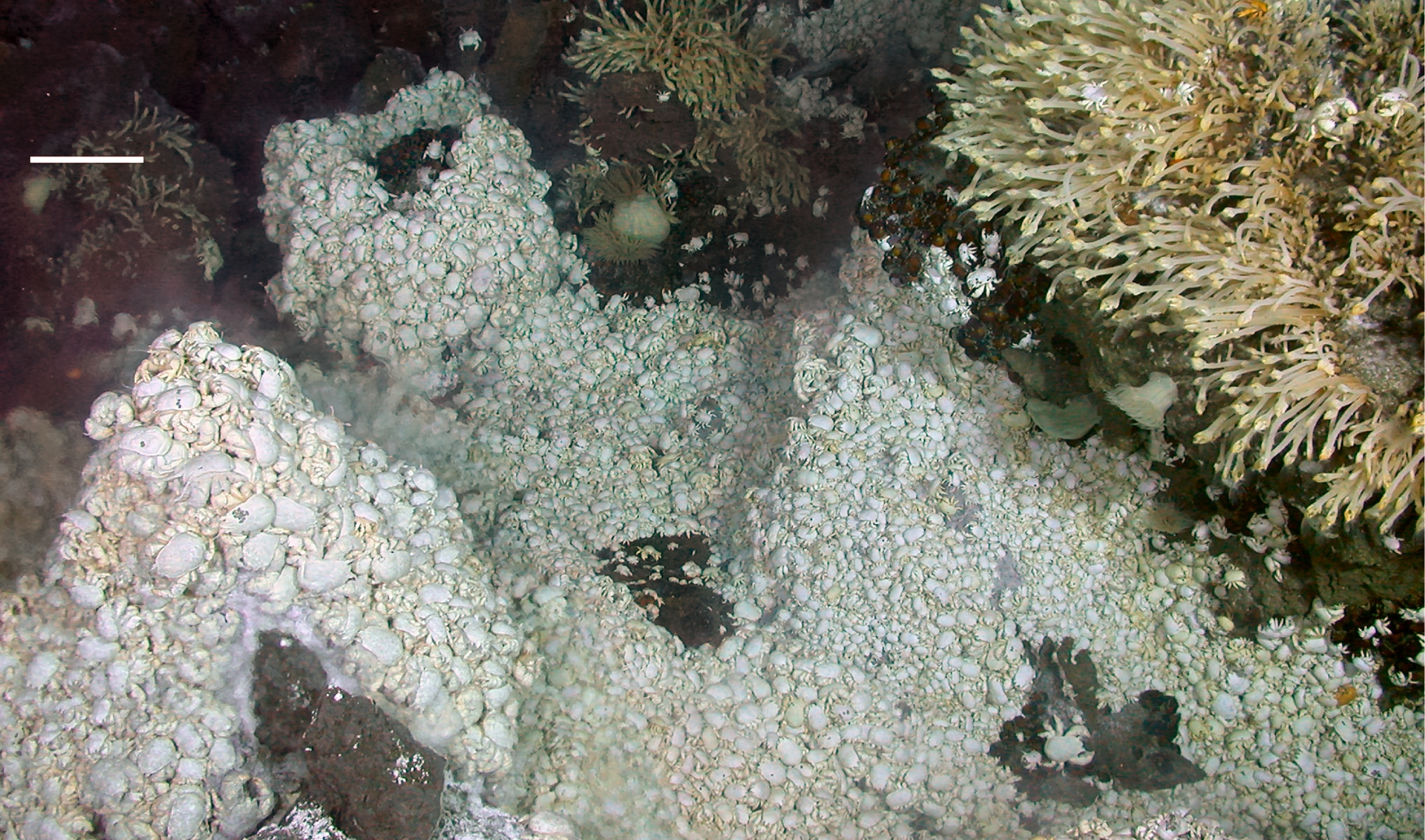
東スコシアプレートの海嶺にあるチムニー周辺の密集した生態系（写真はKiwa anomuransとVulcanolepasの仲間の付着性フジツボ）。

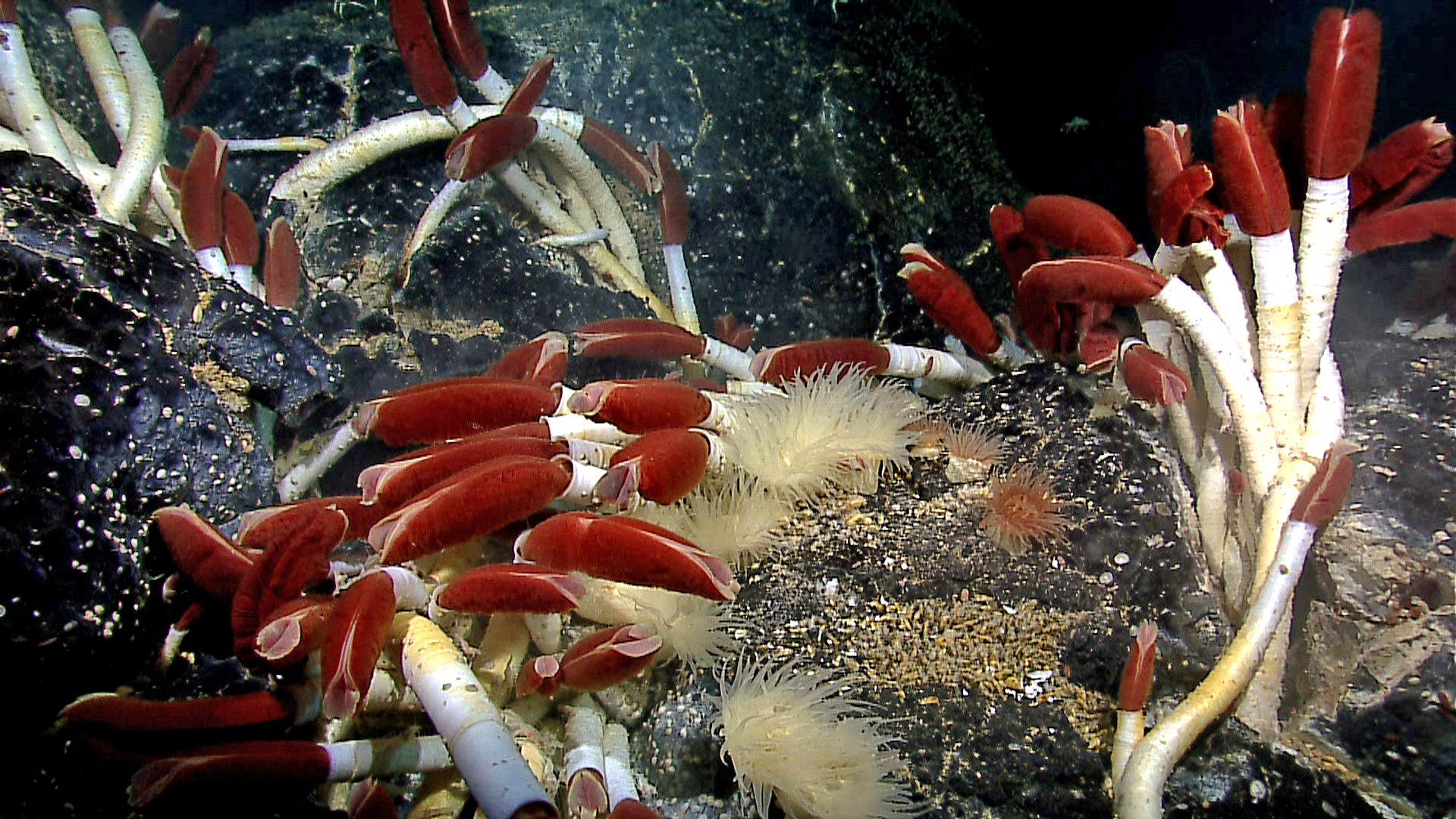
ガラパゴスリフトのベント周辺に生息するチューブワーム（Riftia pachyptila）。

### 微生物生態系
熱水噴出孔が見られるような深度は、通常の海域であれば、一般的には生物活動は非常に希薄である。しかしながらチムニー周辺は、独自の生態系が形成される。日光は存在しないため、多くの生物、特に古細菌や極限環境微生物などによって駆動される化学合成プロセスを通じて、チムニーから提供される熱、メタン、硫黄化合物などがエネルギーに変換される。そのため、熱水噴出孔周辺の生物社会は、一次生産者であるバクテリアとアーキアに大きく依存していると言える。熱水噴出孔から噴出する水は豊かな鉱物資源を溶解しており、有機物合成をするバクテリアの大量増殖を可能にしている。これらのバクテリアは、各種硫化物から有機物を合成するものが多く知られている。また、熱水噴出孔の海底地殻内に生息する好熱性の微生物も、熱水に巻き込まれて大量に噴出している。多くはバクテリアだが、温度の上昇に伴いサーモコッカス（Thermococcus）やメタノカルドコッカス（Methanocaldcoccus）といったアーキアの割合が増加する。
メキシコ沿岸沖の、日光が全く届かない深さ2,500メートル (8,200 ft)に位置するブラックスモーカー周辺で、光合成細菌の種が発見されている。緑色硫黄細菌に属するChlorobiaceaeファミリーの一部であるこれらの細菌は、太陽光ではなくチムニーからのかすかな赤外光を利用して、光合成を駆動している。これは、太陽光以外の光のみを利用して光合成を行う、自然界で発見された最初の生物である。

### 大型生物

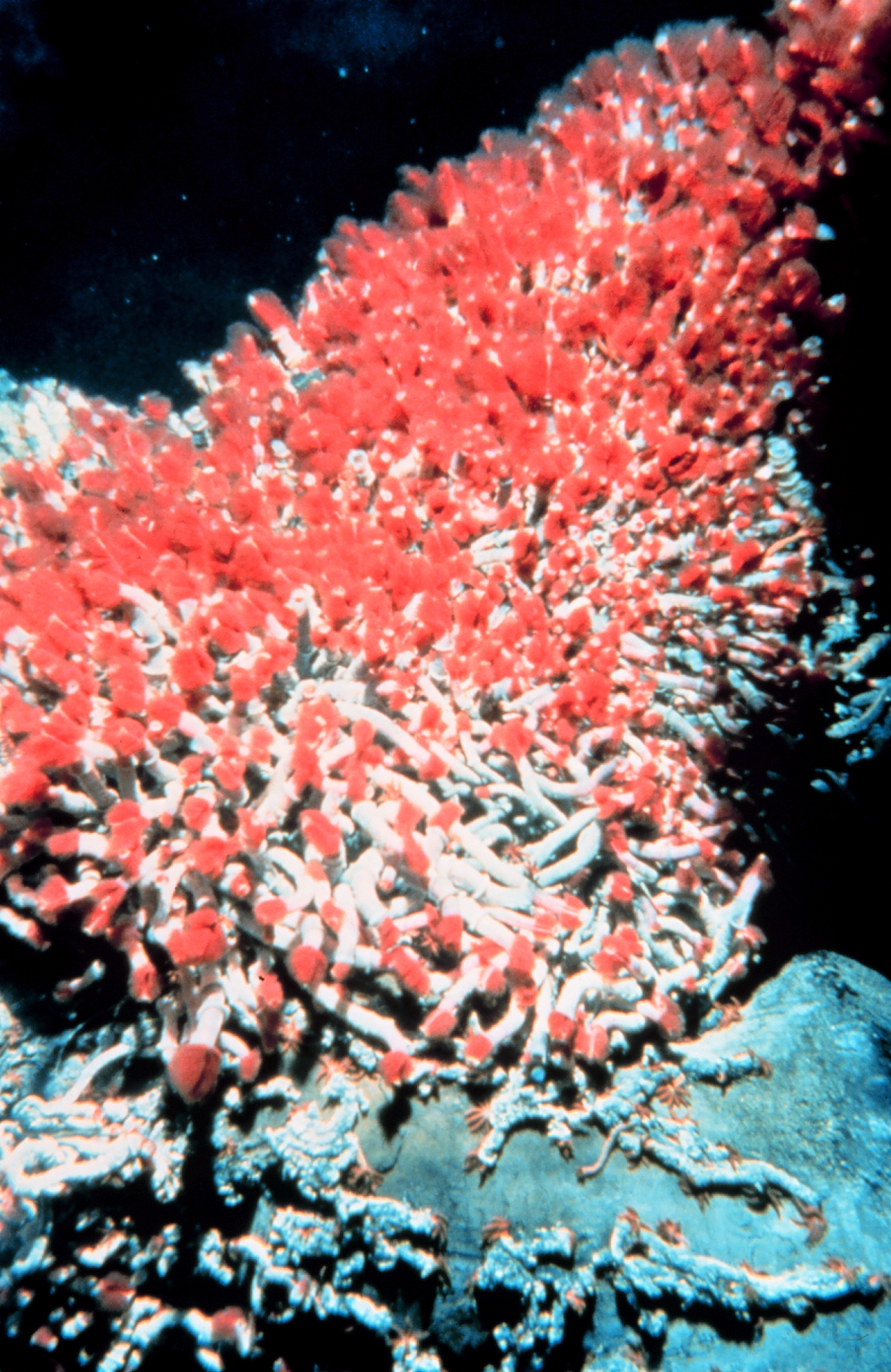
ブラックスモーカーの周りに棲息するチューブワーム。

バクテリアは増殖して厚いマット状に広がり、これを餌にする端脚類やカイアシ類などが集まってくる。そして巻貝・エビ・カニ・チューブワーム・魚類・タコなどより大きな生物とともに食物連鎖を形成する。このようにしてできる生態系は熱水噴出孔をエネルギーの供給源として存続し、太陽エネルギーに依存する地表の生態系とは異なる体系をつくる。ただし、この生物社会は太陽とは無関係に存在するといわれることが多いが、そのなかには光合成により生じた酸素に依存するものも混じっている。それ以外のものは太古と変わらぬ嫌気性生物である。
熱水噴出孔の動物と密接な関係にある微生物社会を嫌気性・金属耐性の観点から計数観察した結果、対象とした熱水噴出孔周辺の動物相を支える微生物社会の大部分に金属耐性があり、嫌気的に金属を還元すること、嫌気性金属呼吸（テルル酸呼吸）が熱水噴出孔の動物相と共生する微生物において重要なプロセスであるらしいこと、などが報告されている。
例えば2メートル (6.6 ft)以上に成長することもあるシボグリヌム科のように、チューブワームは熱水噴出孔周りの生物社会ではしばしば重要な位置を占めることが知られている。チューブワームは寄生生物のように、養分を直接体組織に吸収する。チューブワームには口も消化管もなく、バクテリアを体内に寄生させる。チューブワームの体組織1gあたり1000万のバクテリアが寄生しているという。チューブワームは先端の赤い冠毛状の部分で硫化水素・酸素・二酸化炭素などを取り込み、特殊なヘモグロビンと結合させて、ワームと共生するバクテリア（硫黄酸化微生物）に供給する。その代償に、このバクテリアは有機化合物を合成してワームに供給する。熱水噴出孔に生息するチューブワームの種としてはTevnia jerichonanaとRiftia pachyptilaが知られている。
またアメリカ領サモアのナファヌア（Nafanua）海底火山近くでは、ウナギ（Dysommina rugosa）ばかりが固まって生息する、通称「うなぎ街（Eel City）」が発見されている。ウナギ自体が珍しいわけではないが、熱水噴出孔周辺に生息する生物の主は上述のとおり無脊椎動物である。
1993年には、すでに100種以上の腹足類が熱水噴出孔で発生することが知られていた。現在までに300種以上の新しい種が熱水噴出孔で発見されており、それらの多くは地理的に離れた噴出域で発見された他のものの「姉妹種」である。北米プレートが中央海嶺を乗り越える前の東太平洋海域に、単一の生物地理学的なベント領域の存在を提唱する説が挙げられている。その説に基づくと、そのベント領域以降への移動には障壁があるため、さまざまな場所での種の進化的分岐が引き起こされたと考えられる。別個の熱水噴出孔で見られる収束的進化の例は、自然選択理論と進化理論を全体的にサポートする主要な実例であるとみなすことができる。
この生態系に息づく動物相特有の珍しい例としては、鉄と有機物のうろこで装甲した鱗状足の腹足類であるスケーリーフット（ウロコフネタマガイ、Chrysomallon squamiferum）がある。スケーリーフットは、2001年にインド洋のカイレイ熱水噴出孔フィールドへの遠征中に発見された。一般的な巻き貝のように真皮強膜（硬化した体の部分）の構造に炭酸カルシウムを利用するのではなく、代わりに硫化鉄（黄鉄鉱とグレイジャイト）を利用することが特徴である。深度2500mの極度の圧力（約25メガパスカル、すなわち250大気圧）によって、この生物学的目的で利用される硫化鉄は安定化されていると考えられている。この硫化鉄の装甲板は、恐らく同じ生態系に生息する捕食性巻き貝が持つ有毒な歯根 （歯）に対する防御として機能していると考えられている。
また、80°Cの水温でも生息できるポンペイワーム（Alvinella Pompeiana）が1980年代に発見された。

### 動物と細菌の共生
熱水噴出孔周辺の生態系は、巨大なバイオマスと生産性を持っているが、これはベントという特殊な環境で進化した共生関係に依るところが大きい。深海の熱水噴出生態系は、無脊椎動物の宿主と化学独立栄養微生物の間で構築される共生環境が重要であり、浅水や陸域の熱水噴出孔環境とは大きく異なっている。上述のとおり、太陽光は深海熱水噴出孔に到達しないため、深海熱水噴出孔内の生物は太陽からエネルギーを得て光合成を行うことができない。そのため、熱水噴出孔で見つかった微生物は化学合成からエネルギーを獲得している。このプロセスは、太陽からの光エネルギーとは対照的に、硫化物などの化学物質からのエネルギーを使用して炭素を固定するものである。言い換えれば、共生生物は無機分子（H2S、CO2、O）を有機分子に変換し、ホストはそれを栄養として使用する。しかしながら、硫化物は地球上のほとんどの生命にとって非常に有毒な物質である。このため、1977年に熱水噴出孔が生命で溢れているのが最初に発見されたとき、大きな驚きを持って科学界に受け止められた。その場所では、動物の鰓に生息する化学独立栄養生物の共生（内部共生）が発見され、そのことが多細胞生物が熱水由来の毒性に耐えることができる理由であると考えられた。今日、微生物共生生物が硫化物解毒に寄与し宿主が有毒な環境下での生存を可能にしているのかに関して、研究が進められている。マイクロバイオーム機能に関する研究からは、宿主関連のマイクロバイオームは宿主の発生、栄養、捕食者に対する防御、および解毒において、重要であることを示している。一方でその見返りに、宿主は炭素、硫化物、酸素などの化学合成に必要な化学物質を共生生物に提供している、いわゆる相利共生の関係が構築されている、と考えられている。
熱水噴出孔の生態系に関する研究の初期には、これらの環境で多細胞生物が栄養素を獲得するメカニズムと、その極端な環境条件下でどのようにして生き残ることができているのかに関して、さまざまな理論が提唱された。熱水噴出孔での化学独立栄養細菌が二枚貝の食餌に寄与するという仮定が出されたのは、1977年になってからである。そして1981年に、巨大チューブワームは化学独立栄養細菌の内部共生によって栄養の獲得していることが明らかになった。そしてさらなる研究から、このような化学独立栄養生物と大型動物相の無脊椎動物種の間の共生関係は、他の様々な生物においても構築されていることが判明してきた。たとえば1983年には、ハマグリの鰓組織に細菌の内部共生体が含まれていることが確認された。1984年には、bathymodiolid属のムール貝とvesicomyidae科のアサリも、内部共生生物を持つことが判明した。
ただし、代謝関係と同様に、生物が共生生物を獲得するメカニズムは異なる。たとえばチューブワームには口も腸もないが、栄養に対処を取り込む栄養膜（トロフォソーム、英：trophosome）が存在し、そこで内部共生生物が見つかる。そして、O、H2S、およびCO2などの化合物を取り込んでトロフォソームの内部共生生物に栄養を与えるように、チューブワームの先端にある赤い「飾り羽」が利用されている。驚くべきことに、チューブワームのヘモグロビン（飾り羽が明るい赤色になる原因である）は、通常は酸素と硫化物は非常に反応性であるにもかかわらず、硫化物による干渉や阻害なしに酸素を運ぶことができる。この理由は2005年に判明し、チューブワームのヘモグロビン内の硫化水素に結合する亜鉛イオンのために、硫化物が酸素と反応することが阻害されることが原因であることが明らかになった。またこのことは、チューブワームの体組織が硫化物にさらされる機会を減らし、効率的に細菌に硫化物を与えて化学独立栄養を誘導することに繋がっている。また、チューブワームは2つの異なる方法でCO 2を代謝でき、環境条件の変化に応じて必要に応じて2つを交互に切り替えることができることも明らかになった。
1988年に、大型のベント軟体動物であるAlvinochonca hessleriから、チオトロフィック（硫化物酸化）細菌が確認された。硫化物の毒性を回避するために、貝はまずそれをチオ硫酸塩に変換してから、共生生物に送る。ペクチノイドホタテ貝（pectinid scallops）などの熱水噴出孔フィールドの端に住んでいる生物も、鰓に共生生物を生息させているが、細菌の密度は噴出口の近くに住んでいる生物に比べて低い。そして、ホタテガイ自身の内部共生微生物への依存性も低下する。
一方で、すべての宿主動物が内部共生体を持っているわけではなく、宿主の内部ではなく表面に住む、いわゆる外部共生菌を持つ場合もある。中部大西洋海嶺の通気孔で見つかったエビは、かつてベントで共生細菌をもたない例外的な大型無脊椎動物とみなされていたが、1988年に彼らが外部共生菌を持つことが判明した。それ以来、ベントで生息する他の生物、たとえばLepetodrilis fucensisも外部共生細菌をもつことが判明している。
さらに、一部の共生生物は硫黄化合物を消費するが、他のメタノトロフとして知られている生物は炭素化合物、すなわちメタンを消費している。シンカイヒバリガイ（Bathmodiolid）は、メタノトロフ内部共生体を持つ宿主の例である。ただし、このような生物は熱水噴出孔よりも、主にコールドシープで見つかることが多い。
深海環境下でも、このようにして化学合成が行われることで、生物は太陽光なしの環境で生きることができる。しかしながら、海水中の酸素は光合成の副産物であるため、間接的には太陽に依存した生態であるとみなす事もできる。もし仮に太陽が突然消え、光合成が地球上で発生しなくなった場合、深海の熱水噴出孔での生命は海中の酸素がなくなるまで数千年は続く可能性がある。

### 生命の起源
地球の生命の起源については諸説あり、熱水噴出孔で無機物や有機物から生命が誕生したという仮説も提唱されている。日本の海洋研究開発機構（JAMSTEC）と理化学研究所は、熱水噴出孔の周囲で微弱な電流を確認し、これが生命を発生させる役割を果たした可能性があるとの研究結果を2017年5月に発表した。生命の熱水噴出孔起源説は、水（海水）による分解で、生命につながる複雑な有機物の合成が妨げられてしまうという「ウォーター（水の）パラドックス」が指摘されていたが、JAMSTECは2022年11月、二酸化炭素が液体または超臨界が有機物は取り込むものの水とほとんど混じらない状態で存在していることを沖縄トラフ海底で確認し、こうした環境が原始地球にもあり、それが生命発生の前段階の化学進化を促したとする「海底熱水-液体/超臨界CO2仮説」を提唱した。
生命の熱水噴出孔起源説に対してはウォーターパラドックスのほか、熱水の組成には生命の必須元素であるマグネシウムが欠落しているという反論もある。
2017年3月、地球上でおそらく最も古い生命体の形跡を報告した。この古代微生物は、カナダのケベック州のヌブアギトゥクベルトにある熱水噴出孔の沈殿物中から発見され、42億8000万年前に生息していた可能性があり、すなわち44億年前に海が形成されてから間もなく、そして45億4000万年前に地球が形成されてから間もなく存在していた微生物である可能性がある。

## 熱水噴出孔の海中探査

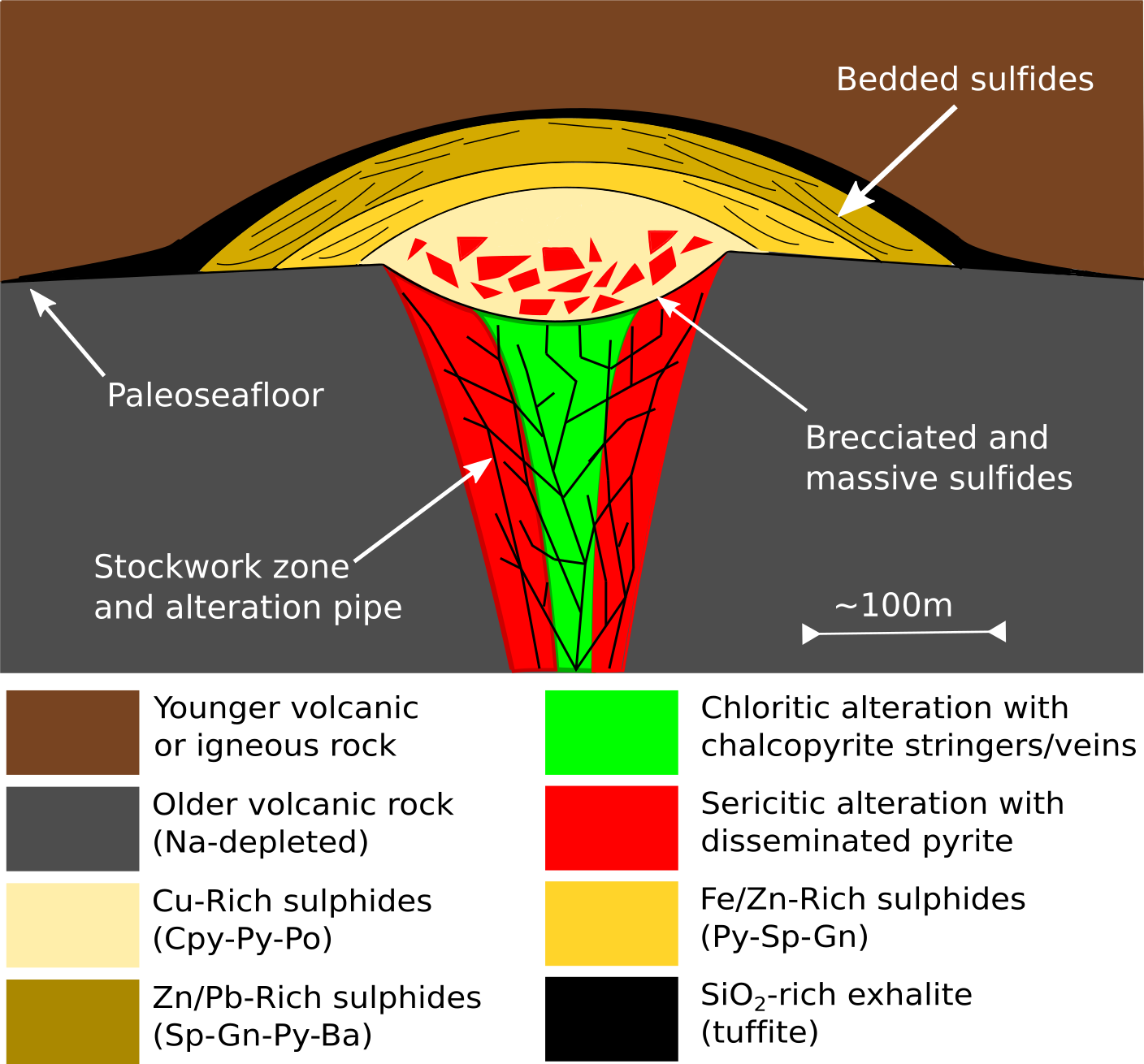
堆積記録に見られる典型的な火山性塊状硫化物（VMS）鉱床の断面図

1949年に紅海中部の海底を調査したところ、特異的な熱水床の存在が報告された。1960年代には、60 °Cの塩類を含む水と、これに関係して金属を含む泥が存在することが確認され、そしてこの熱い水溶液は海底下のリフトから活発に噴出していることが判明した。塩分濃度が高すぎて生物の生息は無理な環境であった。この塩水と泥が貴金属や卑金属の供給源でありうるか、現在調査中である。
最初に発見された熱水噴出孔は、東太平洋海嶺の支脈にあたるガラパゴスリフトのある海域で、Pleiades II遠征において ディープ・トウ海底イメージングシステム を用いて海水温を調査中であったスクリップス海洋研究所の海洋地質学者のグループが1976年に発見したブラックスモーカーである。計測温度とその他の証拠から、熱水噴出孔からの噴出水であると結論付けられ、1977年にPeter Lonsdaleは熱水噴出孔に関する初の論文を発表した。Peter Lonsdaleがディープ・トウのカメラから撮った写真を公開し、博士課程の学生のキャスリーンクレーンが地図と温度異常データを公開した。サイトには「クラムベイク（Clam-bake）」というニックネームが付けられ、トランスポンダが設置された。翌年、ウッズホール海洋研究所の潜水艇ALVIN号を使って再びサイトに赴き、数々の熱水噴出孔を目視確認した。
ガラパゴスリフトの海底熱水噴出孔を取り巻く化学合成生態系は、アメリカ国立科学財団から資金提供を受けた海洋地質学者のグループがクラムベイクのサイトに戻った1977年に、初めて直接観察された。潜水調査の主任研究者はオレゴン州立大学の ジャック・コーリスであった。スタンフォード大学のCorlissとTjeerd van Andelは、1977年2月17日にウッズホール海洋研究所 （WHOI）が運営する潜水船DSV ALVINでダイビングしながら、ベントとその生態系を観察し、サンプリングした。調査クルーズの他の科学者には、WHOIの Richard (Dick) Von Herzenと Robert Ballard、オレゴン州立大学のJack Dymondと Louis Gordon、マサチューセッツ工科大学の John EdmondとTanya Atwater、米国地質調査所のDave Williams、スクリプス海洋研究所のKathleen Craneがいた。このチームはScience誌に、ベント、生物、ベント熱水の組成に関する観察結果を発表した。1979年、当時WHOIにいたJ. Frederick Grassleが率いる生物学者のチームが同じ場所に戻り、2年前に発見された生物群集を調査した。
高温の熱水噴出孔であるブラックスモーカーは、1979年春に潜水艇ALVIN号を使用して、スクリップス海洋研究所のチームによって発見された。RISE探検隊は、ALVIN号を使用して海底の地球物理学的マッピングをテストし、ガラパゴスリフトベントのさらに先で別の熱水フィールドを見つけることを目的として、21°Nの東太平洋海膨を探索した。遠征はFred Spiessと Ken Macdonaldが主導し、米国、メキシコ、フランスからの参加者が含まれていた。ダイビング海域は、1978年のフランスのCYAMEX遠征による硫化鉱物の海底マウンドの発見に基づいて選択された。潜水作業の前に、遠征隊員のRobert Ballardは、深く牽引された計器パッケージを使用して、海底近くの水温異常を見つけた。最初のダイビングは、これらの異常の1つを対象としたものであった。イースターの日曜日の1979年4月15日、ALVIN号から2600メートルへのダイビング中に、Roger Larsonと Bruce Luyendyk は、ガラパゴスベントに似た生物群集の熱水ベントフィールドを発見した。4月21日のその後のダイビングで、William NormarkとThierry Juteauは、煙突から黒い鉱物粒子ジェットを放出する高温のブラックスモーカーのベントを発見した（WHOIウェブサイト）。この後、温度プローブをALVIN号にリギングして、ブラックチムニーの熱水の水温を測定し、深海の熱水噴出孔で記録された最高温度（380±30 °C）を記録した。さらに、ブラックスモーカーとそれらに供給されたチムニーの分析から、熱水とチムニー構成物の一般的な鉱物は硫化鉄沈殿物であることを明らかにした。
2005年にはNeptune Resources NLという鉱物資源調査会社が、ニュージーランドの排他的経済水域におけるケルマディック島弧で3万5,000km2の海域の調査を許可され、熱水噴出孔により形成された鉛・亜鉛・銅の硫化物の新しい鉱床たりうる海底硫黄鉱床を探査した。2007年4月には中米コスタリカ沖合の太平洋における新しい熱水噴出孔海域であるMedusa熱水フィールド（ギリシア神話の蛇の髪を持つ怪物であるメドゥーサにちなんで命名された）が発見された。
Ashadze熱水フィールド（大西洋中央海嶺の北緯13度、深度4200 m）は、それまで最も深い場所にある熱水フィールドであった。2010年4月6日、イギリス国立海洋学センター、NASAジェット推進研究所、およびウッズホール海洋研究所のの研究チームが、カリブ海ケイマン諸島沖合のケイマン海溝で、世界で最も深い場所に位置する熱水噴出孔を発見した。それまで確認されていた通常の熱水噴出孔の約2倍、最も深いとされたブラックスモーカーよりもさらに800m深い水深5,000mの海底にある。海洋探検家ウィリアム・ビービにちなんでBeebe熱水サイト（北緯18度33分 西経81度43分 / 北緯18.550度 西経81.717度、深度5000 m）と名付けられたこの熱水噴出孔は、鉄と銅の鉱石で形成されたチムニーを持つブラックスモーカーのひとつである。水温は摂氏400度と推定され、周辺では目を持たず代わりに背中に光受容体を持つ新種のエビ類や白い触手を持つ新種のイソギンチャク類など発見が相次いでいる。2010年にサイトにおいて、グループによって熱水プルームの信号が検出された。さらに2013年の初めには、カリブ海の深度約5000 ｍの場所から熱水噴出孔が発見された。
構造プレートが互いに離れているフアンデフカ中部海嶺の火山と熱水噴出孔が研究されている。また、メキシコのバハカリフォルニアスル州のコンセプシオン湾（Bahía de Concepción）においても、熱水噴出孔やその他の地熱現象が調査されている。

## 分布

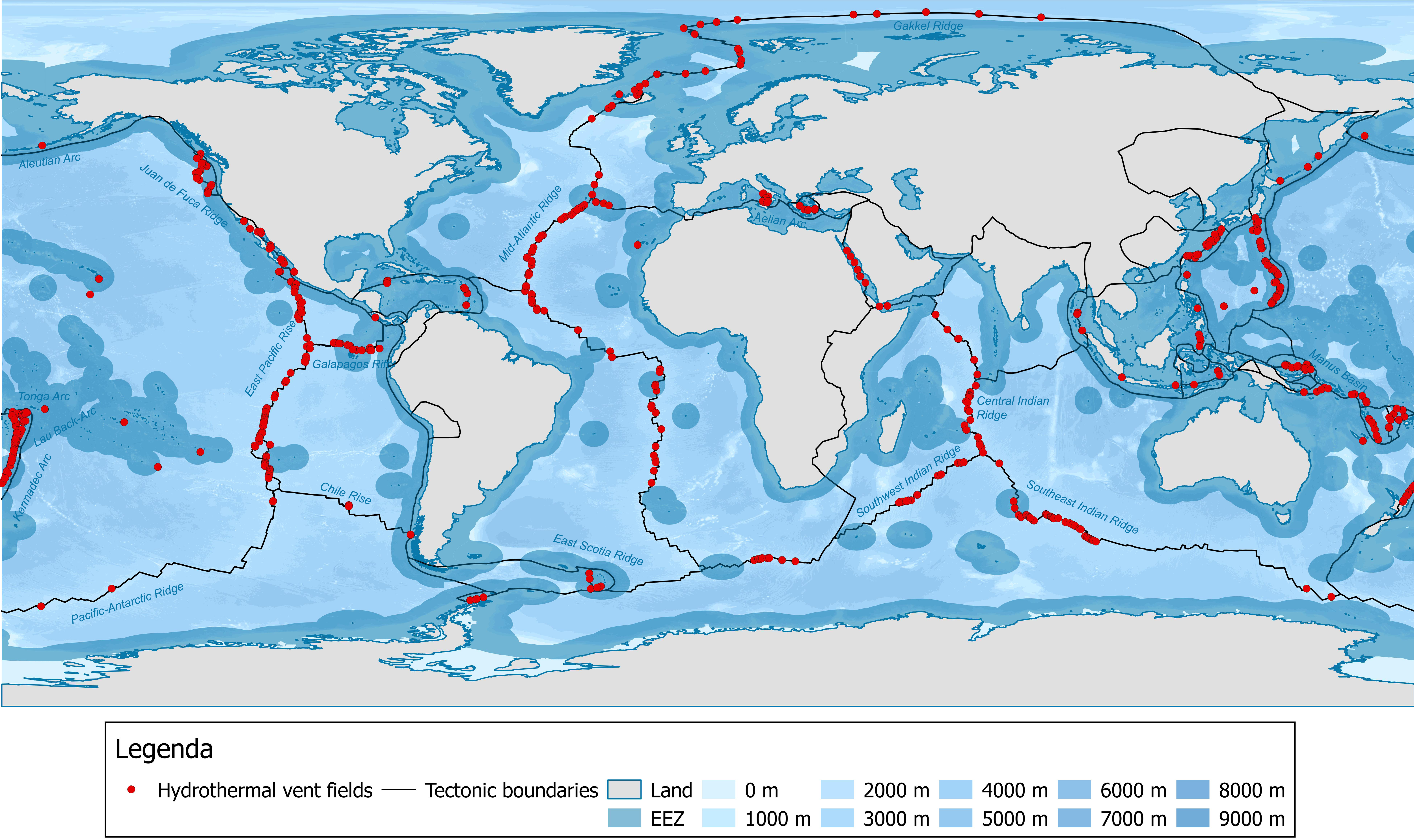
熱水噴出孔の分布。このマップはInterRidge ver.3.3データベースを利用して作成された[http://vents-data.interridge.org/。

熱水噴出孔は、地球のプレート境界に沿って分布する傾向があるが、一方でホットスポット火山などのプレート内の場所にも見られる場合もある。2009年の時点で、約500の既知のアクティブな海底熱水噴出孔フィールドが知られており、半分は海底で視覚的に観察され、残りの半分は水柱インジケーターや海底堆積物から疑われている。InterRidgeプログラムでは、既知のアクティブな海底熱水噴出孔フィールドの場所に関するグローバルデータベースを纏めている（http://vents-data.interridge.org/）。
Rogers et al. (2012) では、熱水噴出システムの11の生物地理学的地域を定義している：
1. 中部大西洋のリッジ州、
2. 東スコシアリッジ州、
3. 北東太平洋ライズ州、
4. 中央東太平洋ライズ州、
5. 東パシフィックライズ州南部
6. イースターマイクロプレートの南、
7. インド洋州、
8. 西太平洋の4つの州。

## 鉱物資源探査
熱水噴出孔は、場合によっては、海底の大量の硫化物堆積物の堆積を介して、利用可能な鉱物資源の形成をもたらす。オーストラリアのクイーンズランド州にあるマウントアイザ鉱体は、その良い例である。多くの熱水噴出孔には、電子部品に不可欠なコバルト、金、銅、および希土類金属が豊富に含まれている。始生代海底の熱水噴出孔は、鉄鉱石の供給源であったアルゴマタイプの縞状鉄鉱層を形成したと考えられている。
2000年代半ばから続く卑金属類の価格高沸に伴い、特に鉱物資源が主に国際的な輸入に由来する日本などの国において、海底の熱水フィールドからの鉱物資源の探査と採掘に関して注目が集まっている。世界初の大規模な熱水噴出鉱物鉱床の採掘は、2017年8月〜9月に日本の石油天然ガス・金属鉱物資源機構（JOGMEC）によって実施された。JOGMECは、調査船白嶺を使用してこの作業を実施した。この採掘は、InterRidge Vents Databaseによると、15の確認されたベントフィールドを含む沖縄トラフとして知られている熱水活動背弧盆地内に位置する、「Izenaホール/コールドロン」ベントフィールドで行われた。
現在、2社が海底の大量硫化物（SMS）の採掘を開始する後期段階に取り組んでいる。ノーチラス・ミネラル社（Nautilus Minerals）は、ビスマルク群島のソルワラ鉱床から採掘を開始する段階にあり、ネプチューンミネラル社（Neptune Minerals）は、ケルマデック諸島近くのケルマデックアークに位置するランブルIIウェスト鉱床の開発初期の段階にある。どちらの会社も、既存のテクノロジーをベースとして開発を進めている。ノーチラス・ミネラルは、提携してプレーサー・ドーム （今の一部バリック・ゴールド ）、10の上に戻って2006年に成功した 世界初のROVに取り付けられた改造ドラムカッターを使用して、表面にメートルトンの採掘されたSMSを送る方法である。2007年のネプチューンミネラル社は、世界で初めてROVに搭載された改造された石油産業の吸引ポンプを使用して、SMS堆積物サンプルを回収することに成功した。
海底採掘は、採鉱機械からのダストプルーム（海底堆積物の巻き上げ）、ベントの崩壊や再形成、メタンハイドレートの放出、海底地すべり、といった様々な要因により、熱水噴出孔周辺の環境や生態系に影響を与えうる。そのため、採掘を開始する前に、事前に海底採掘の潜在的な環境への影響を明らかにし管理措置を実施するべく、上記の会社では様々な作業が実施されている。しかしながら、今日までの研究では、ベント間で生態系研究の進み具合がまちまちであり、さらなく研究が必要とされている段階にある。ある特定の熱水ベントのエコシステムに関して研究され理解が進んだとしても、それが採鉱の対象となる生態系全体を代表するようなエコシステムであるとは限らない、ということに十分注意を払う必要がある。
海底の鉱物を利用する試みは、今まで数多くなされてきた。1960年代から70年代にかけて、深海平原からマンガン団塊のを回収する多くの研究が進められてきたが、その成功の度合いはさまざまである。しかしながら少なくとも、海底からの鉱物の回収は技術的には可能であることを、これらの研究は示した。過去にはハワードヒューズによる鉱物探査任務に特化した船であるグロマーエクスプローラーを使用して、ソビエト潜水艦K-129を引き上げようとするアメリカ中央情報局（CIA）による1974年の精巧な試みのカバーストーリー（隠れ蓑）として、マンガン団塊の採掘が行われた。この事業はプロジェクト・ジェニファー（プロジェクトアゾリアン）として知られており、マンガン団塊の海底での採掘のカバーストーリーが、他の企業にこの試みを推進する原動力となった可能性がある。

## 環境保全
熱水噴出孔の保全は、過去20年間、海洋学コミュニティにおいて議論の主題となっている。熱水噴出孔という非常に特異かつ希少な環境に対して、最も大きな被害を与えているのは、研究者自身である可能性が指摘されている。ベントサイトを調査する研究者の行動について、なんらかの合意を築こうとする試みもなされ、実際に合意された行動規範も存在するが、正式な国際的かつ法的拘束力のある合意は未だに存在していない。